# Doxylamine
La doxylamine est un antihistaminique H1 (Histamine H1 receptor (en)) de première génération ; il est utilisé pour le traitement des allergies, des insomnies légères ainsi que des nausées induites par la grossesse (considéré hors AMM en france).
Aujourd'hui les antihistaminiques de première génération ne sont plus utilisés en première intention pour traiter les allergies, on leur préfère les antihistaminiques de deuxième et troisième génération spécifiques des récepteurs H1 périphériques supprimant ainsi l'effet sédatif généralement non souhaité lors du traitement des allergies. C'est pourquoi la doxylamine n'est aujourd'hui indiquée qu'en traitement de l'insomnie occasionnelle. La doxylamine, aux propriétés sédatives importantes, réduit le délai d'endormissement et évite les réveils nocturnes.
Ses propriétés anti-émétique lui permettent également d'être prescrit comme anti-nauséeux. Il est utilisé en combinaison pyridoxine/doxylamine pour traiter les nausées et les vomissements de la grossesse.

## Précautions
Un traitement à base de doxylamine ne nécessite aucune ordonnance, cependant une prolongation du traitement au-delà de cinq jours nécessite l'avis d'un médecin. La prise de doxylamine altère le niveau de vigilance et augmente le risque de chute. Elle rend inapte au travail domestique et professionnel, ainsi qu'à la conduite de tout véhicule.
La doxylamine est classée « A » au niveau de sa sécurité fœtale par le guide de référence Briggs sur le risque fœtal et néonatal.
Bien qu'il soit de coutume de dire que la doxylamine ne provoque ni dépendance, ni accoutumance, cela peut être nuancé.

## Mode d'action
Les antihistaminiques H1, ou agoniste inverse des récepteurs H1 (en), réduisent les effets de l'histamine. Les antihistaminiques de première génération ne sont pas spécifiques des récepteurs périphériques, ils agissent donc également sur les récepteurs H1 du système nerveux central.